# Division 1 (Bélgica) 1985-86
La Primera División de Bélgica 1985/86 fue la 83.ª temporada de la máxima competición futbolística en Bélgica.

## Tabla de posiciones
| Pos | Equipo                    | PJ | PG | PE | PP | GF | GC | Pts | DG  | Notas                                                |
| --- | ------------------------- | -- | -- | -- | -- | -- | -- | --- | --- | ---------------------------------------------------- |
| 1   | R.S.C. Anderlecht         | 34 | 22 | 8  | 4  | 84 | 33 | 52  | +51 | Clasificado a la Copa de Campeones de Europa 1986-87 |
| 2   | Club Brugge K.V.          | 34 | 22 | 8  | 4  | 78 | 34 | 52  | +44 | Clasificado a la Recopa de Europa 1986-87            |
| 3   | Standard Liège            | 34 | 15 | 12 | 7  | 57 | 29 | 42  | +28 | Clasificado a la Copa de la UEFA 1986-87             |
| 4   | K.A.A. Gent               | 34 | 15 | 11 | 8  | 51 | 38 | 41  | +13 | Clasificado a la Copa de la UEFA 1986-87             |
| 5   | K.S.K. Beveren            | 34 | 15 | 10 | 9  | 51 | 37 | 40  | +14 | Clasificado a la Copa de la UEFA 1986-87             |
| 6   | RFC Liégeois              | 34 | 15 | 9  | 10 | 43 | 35 | 39  | +8  |                                                      |
| 7   | K Beerschot VAV           | 34 | 12 | 13 | 9  | 43 | 44 | 37  | -1  |                                                      |
| 8   | K.S.V. Waregem            | 34 | 14 | 7  | 13 | 49 | 38 | 35  | +11 |                                                      |
| 9   | Royal Antwerp FC          | 34 | 11 | 13 | 10 | 38 | 43 | 35  | -5  |                                                      |
| 10  | Cercle Brugge K.S.V.      | 34 | 12 | 10 | 12 | 55 | 47 | 34  | +8  |                                                      |
| 11  | KV Mechelen               | 34 | 7  | 17 | 10 | 35 | 46 | 31  | -11 |                                                      |
| 12  | R. Charleroi S.C.         | 34 | 11 | 6  | 17 | 41 | 63 | 28  | -22 |                                                      |
| 13  | R.W.D. Molenbeek          | 34 | 9  | 9  | 16 | 36 | 57 | 27  | -21 |                                                      |
| 14  | KSC Lokeren               | 34 | 9  | 8  | 17 | 45 | 68 | 26  | -23 |                                                      |
| 15  | K.V. Kortrijk             | 34 | 8  | 9  | 17 | 40 | 52 | 25  | -12 |                                                      |
| 16  | RFC Sérésien              | 34 | 6  | 13 | 15 | 23 | 39 | 25  | -16 |                                                      |
| 17  | K Waterschei SV Thor Genk | 34 | 6  | 10 | 18 | 23 | 56 | 22  | -33 | Descenso a la Division II                            |
| 18  | Lierse S.K.               | 34 | 5  | 11 | 18 | 34 | 67 | 21  | -33 | Descenso a la Division II                            |

PJ = Partidos jugados; PG = Partidos ganados; PE = Partidos empatados; PP = Partidos perdidos; GF = Goles a favor; GC = Goles en contra; Pts = Puntos; DG = Diferencia de goles